# Sidodadi (Candi)
Sidodadi is een bestuurslaag in het regentschap Sidoarjo van de provincie Oost-Java, Indonesië. Sidodadi telt 3454 inwoners (volkstelling 2010).